# 時報文學獎
《時報文學獎》為臺灣《中國時報》〈人間副刊〉於1978年起所設立之文學獎，獎項包含：短篇小說、散文、新詩、小品文、報導文學、書簡等。

## 歷史與概要
《聯合報》於1976年設立聯合報小說獎。起步稍晚兩年的時報文學獎在1978年成立，卻以小說和報導文學為徵文獎項，翌年增設敘事詩和散文等獎項；如此多元的獎項乃〈人間副刊〉總編輯高信疆主導。1970年高信疆主持《中國時報》「海外專欄」時曾向海外學人關傑明邀稿，引發現代詩論戰。1974年，高信疆又企劃「當代中國小說大展」，於當年10月2日《中國時報》24年社慶開始，連續刊登從子于〈蒸籠〉到鹿橋〈邂逅〉等36篇小說作品。「當代中國小說大展」之企劃，或可視為《時報文學獎》的前身。
1975年〈人間副刊〉再推「現實的邊緣」專欄，關注農、工、漁、礦等階層生活面貌，以及洪通、朱銘等鄉土藝術家，開啟「報導文學」的新文學形式。因此林淇瀁將高信疆執掌的人間副刊定位成「多元化的文化副刊」、「對社會的公共論壇論述的呈現」。1978年鄉土文學論戰方歇，高信疆開始舉行第一屆時報文學獎，同時也是瘂弦首度主掌聯合報小說獎；除了小說獎項外，高信疆延續前述「報導文學」的發展基礎，將之列入時報文學獎徵獎項目；結果報導文學類共有邱坤良、陳銘磻、馬以工、古蒙仁等人獲獎，小說組亦有宋澤萊的〈打牛湳村〉與張大春〈雞翎圖〉等作品。
1979年第2屆增設敘事詩類。1983年第6屆敘事詩類改成新詩類，並增設科幻小說類；但科幻小說只辦了兩屆，後來改為「附設張系國科幻小說獎」。1988年第11屆增設推理小說類，1991年第14屆創設文化評論獎（僅此一屆）。1994年設立「時報百萬小說獎」，計有朱天文〈荒人手記〉、蘇偉貞〈沈默之島〉等作品奪獎，平路〈行道天涯〉則是同期入圍。2002年報導文學類變更為「鄉鎮書寫」，爾後交替徵文；但至2009年俱不復見。2006年第29屆首度設立「人間新人獎」，由吳音寧〈變革結合文學〉獲獎。2009年第32屆首設「書簡組」，題目為「寫信給動漫人物」。2010年第33屆新設小品文組，由於徵文包括臺灣山水風景、自然旅行、生態環保等議題，可視為繼報導文學、鄉鎮書寫之後的再度變形。有趣的是，《自由時報》的林榮三文學獎亦設有小品文組，兩個文學獎的競賽不言而喻。2013年第36屆的書簡組徵獎辦法出現變動，改以「寫信給文學作家」為題。
2016年時報文學獎照例於7月1日開始徵件，原計於7月31日停止徵件；但7月18日主辦單位突然宣佈第39屆時報文學獎暫停舉行。

### 爭議事件
- 1999年張瀛太以〈西藏愛人〉奪得第21屆聯合報小說獎首獎，翌年又以《顎倫春之獵》拿下第23屆時報文學獎小說組第一名。這兩篇掄元的作品都涉及民族誌、異國情調、旅行戀愛等素材，內容性質相仿，於是有人批評這是參賽者與評審的墮落[6]。後來有人企圖以類似風格的作品投稿參賽，被張大春一眼識破並說：「如果是張瀛太投稿這類稿，或某人仿張瀛太作品投稿欲得獎，那真是墮落跟下流。」

- 2000年第23屆報導文學獎得獎作品為《天下雜誌》海外特派員楊艾俐的作品〈華夏哀歌〉，網路上卻有人質疑文章大部分來自美國《時代雜誌》的譯文，有抄襲或引用不當的嫌疑。此事經傳播媒體披露後，評審委員召開緊急會議，最後決議楊艾俐在處理、引用他人採訪的第一手資料時，產生不少數據的出入和引用或轉述含混的現象，建議主辦單位在楊艾俐未提出充分的澄清前，暫時擱置此獎項。隨後楊艾俐除提出說明之外，也宣布放棄該獎項[7]。

- 2007年第30屆新詩首獎得獎作品為李盈儀（筆名磊兒）的作品〈我喜歡坐在你的位置看海的樣子〉，經人檢舉疑似抄襲二年前的網路詩作〈Dear Howard〉[8]。經四位決審委員決議，〈我喜歡坐在你的位置看海的樣子〉的內涵、意象或詩句皆與〈Dear Howard〉近似，違背基本寫作倫理，故取消其得獎資格[9]。

### 註腳
1. ↑  參看《台灣當代新詩史》，古遠清著，文津出版社，2008年1月，ISBN 9789576688492，頁70。
2. ↑  南方周末：高信疆：講述「人間」的消息 （页面存档备份，存于）。
3. ↑  參看〈戰後台灣文學傳播困境初論：一個「文化研究」向度的觀察 （页面存档备份，存于）〉，國立政治大學《新聞學研究》第五十一集，頁152。
4. ↑  期待新的篝火點燃：從傳播的角度談文學的生死 （页面存档备份，存于），向陽撰。
5. ↑  出版之門：台灣時報文學獎突宣佈暫停一屆 （页面存档备份，存于）。
6. ↑  也談文學獎的墮落 （页面存档备份，存于），「一、 參賽者的重覆」之段落。
7. ↑  新聞？文學？濫情？——從＜華夏哀歌＞事件談報導文學的問題 （页面存档备份，存于），劉郁青撰，《傳學鬥電子報》第二十五期，2000年12月19日。
8. ↑  劉哲廷. . 菌落病歷.   [2016-07-22]. （原始内容存档于2007-11-19）.
9. ↑  中國時報人間副刊：取消本屆時報文學獎新詩首獎獲獎資格 （页面存档备份，存于），2007年11月8日。